# Cerro Banco
Cerro Banco o Kruninäbti es un corregimiento del distrito de Besikó en la comarca Ngäbe-Buglé, República de Panamá. La localidad tiene 3.913 habitantes (2010).